# Pedro Aquino
Pedro Jesús Aquino Sánchez (13 de abril de 1995) é um futebolista peruano que atua como volante. Atualmente, joga pelo Santos Laguna.

## Carreira
Foi convocado para defender a Seleção Peruana de Futebol na Copa do Mundo de 2018.